# DDR-Meisterschaften im Boxen 1988
Die DDR-Meisterschaften im Boxen wurden 1988 zum 40. Mal ausgetragen und fanden vom 7. bis 11. Dezember in der Erwin-Panndorf-Halle in Gera statt. An den Titelkämpfen nahmen 126 Boxer teil, die in zwölf Gewichtsklassen die Meister ermittelten. Bis zum Viertelfinale wurde auch in Bad Blankenburg sowie Jena und bis zum Halbfinale in Leipzig geboxt. Mit Andreas Zülow, Henry Maske und Ulli Kaden verteidigten drei Boxer ihren Titel aus dem Vorjahr.

## Endergebnisse
| Gewichtsklasse                  | Gold                                  | Silber                                  | Bronze                                     | Bronze                                    |
| Halbfliegengewicht (bis 48 kg)  | Rico Kubat SC Cottbus                 | Mario Loch SG Wismut Gera               | Jens Meukow SC Traktor Schwerin            | Jan Quast ASK Vorwärts Frankfurt/O.       |
| Fliegengewicht (bis 51 kg)      | Myrko Schade SC Cottbus               | Falk Popinga SG Wismut Gera             | Eichhorst SC Traktor Schwerin              | Roland Schmidt SC Traktor Schwerin        |
| Bantamgewicht (bis 54 kg)       | Dieter Berg SC Traktor Schwerin       | Heiko Hinz SC Traktor Schwerin          | Lutz Eichhorn BSG Motor Mitte Magdeburg    | Frank Sygmund ASK Vorwärts Frankfurt/O.   |
| Federgewicht (bis 57 kg)        | Markus Beyer SG Wismut Gera           | Diego Drumm SC Cottbus                  | Mathias Rohde SC Dynamo Berlin             | René Breitbarth SC Traktor Schwerin       |
| Leichtgewicht (bis 60 kg)       | Andreas Zülow SC Traktor Schwerin     | Jörg Heidenreich SC Chemie Halle        | Frank Schmidt TSC Berlin                   | Scharf SC Chemie Halle                    |
| Halbweltergewicht (bis 63,5 kg) | Jörg Böhme SC Cottbus                 | Andreas Otto ASK Vorwärts Frankfurt/O.  | Frank Kleinsorg SC Traktor Schwerin        | Olaf Trenn SC Traktor Schwerin            |
| Weltergewicht (bis 67 kg)       | Siegfried Mehnert SC Chemie Halle     | Jochen Pohle SC Cottbus                 | Tino Kipping SC Chemie Halle               | Andreas Mehnert SC Chemie Halle           |
| Halbmittelgewicht (bis 71 kg)   | Enrico Richter SG Wismut Gera         | Maik Olesch SC Chemie Halle             | Thomas Hensel BSG Chemie PCK Schwedt       | Cornel Ladewig TSC Berlin                 |
| Mittelgewicht (bis 75 kg)       | Henry Maske ASK Vorwärts Frankfurt/O. | Torsten Schmitz SC Traktor Schwerin     | Wolf Preiss SC Traktor Schwerin            | Dirk Eigenbrodt ASK Vorwärts Frankfurt/O. |
| Halbschwergewicht (bis 81 kg)   | Sven Lange SC Traktor Schwerin        | René Suetovius SC Chemie Halle          | Andreas Born BSG Carl Zeiss Saalfeld       | Mario Nesemann SC Dynamo Berlin           |
| Schwergewicht (bis 91 kg)       | Axel Schulz ASK Vorwärts Frankfurt/O. | Ralf Markert SG Wismut Gera             | Klaus-Dieter Schmid BSG Chemie PCK Schwedt | Kupka ASG Grenze Rostock                  |
| Superschwergewicht (über 91 kg) | Ulli Kaden SG Wismut Gera             | Jürgen Pfeiffer BSG Carl Zeiss Saalfeld | Guido Wesp BSG Motor Mitte Magdeburg       | Lutz Philipp BSG Stahl Hennigsdorf        |

## Medaillenspiegel
| Platz | Verein                             | Verein                    | Gold | Silber | Bronze | Total |
| ----- | ---------------------------------- | ------------------------- | ---- | ------ | ------ | ----- |
| 01    | Logo der SG Wismut Gera            | SG Wismut Gera            | 3    | 3      | –      | 06    |
| 02    | Logo vom SC Traktor Schwerin       | SC Traktor Schwerin       | 3    | 2      | 7      | 12    |
| 03    | Logo vom SC Cottbus                | SC Cottbus                | 3    | 2      | –      | 05    |
| 04    | Logo vom ASK Vorwärts Frankfurt/O. | ASK Vorwärts Frankfurt/O. | 2    | 1      | 3      | 06    |
| 05    | Logo vom SC Chemie Halle           | SC Chemie Halle           | 1    | 3      | 3      | 07    |
| 06    | Logo der BSG Carl Zeiss Saalfeld   | BSG Carl Zeiss Saalfeld   | –    | 1      | 1      | 02    |
| 07    | Logo der BSG Motor Mitte Magdeburg | BSG Motor Mitte Magdeburg | –    | –      | 2      | 02    |
| 07    | Logo vom SC Dynamo Berlin          | SC Dynamo Berlin          | –    | –      | 2      | 02    |
| 07    | Logo vom TSC Berlin                | TSC Berlin                | –    | –      | 2      | 02    |
| 07    | Logo der BSG Chemie PCK Schwedt    | BSG Chemie PCK Schwedt    | –    | –      | 2      | 02    |
| 11    | Logo der ASG Grenze Rostock        | ASG Grenze Rostock        | –    | –      | 1      | 01    |
| 11    | Logo der BSG Stahl Hennigsdorf     | BSG Stahl Hennigsdorf     | –    | –      | 1      | 01    |
|       | Total                              | Total                     | 12   | 12     | 24     | 48    |